# Сіу-Сентер (Айова)
Сіу-Сентер (англ. Sioux Center) — місто (англ. city) в США, в окрузі Сіу штату Айова. Населення — 8229 осіб (2020).

## Географія
Сіу-Сентер розташований за координатами 43°4′29″ пн. ш. 96°10′15″ зх. д. / 43.07472° пн. ш. 96.17083° зх. д. (43.074639, -96.170718).  За даними Бюро перепису населення США в 2010 році місто мало площу 16,35 км², уся площа — суходіл.

## Демографія
Згідно з переписом 2010 року, у місті мешкало 7048 осіб у 2201 домогосподарстві у складі 1598 родин. Густота населення становила 431 особа/км².  Було 2306 помешкань (141/км²).
Расовий склад населення:
| - 91,6 % — білих - 1,2 % — азіатів - 0,4 % — чорних або афроамериканців - 0,3 % — корінних американців - 5,4 % — осіб інших рас |

До двох чи більше рас належало 1,0 %. Частка іспаномовних становила 13,1 % від усіх жителів.
За віковим діапазоном населення розподілялося таким чином: 24,4 % — особи молодші 18 років, 62,6 % — особи у віці 18—64 років, 13,0 % — особи у віці 65 років та старші. Медіана віку мешканця становила 27,7 року. На 100 осіб жіночої статі у місті припадало 97,8 чоловіків;  на 100 жінок у віці від 18 років та старших — 98,2 чоловіків також старших 18 років.
Середній дохід на одне домашнє господарство  становив 85 815 доларів США (медіана — 66 906), а середній дохід на одну сім'ю — 96 510 доларів (медіана — 77 784). Медіана доходів становила 48 796 доларів для чоловіків та 31 556 доларів для жінок. За межею бідності перебувало 4,4 % осіб, у тому числі 2,3 % дітей у віці до 18 років та 4,9 % осіб у віці 65 років та старших.
Цивільне працевлаштоване населення становило 3990 осіб. Основні галузі зайнятості: освіта, охорона здоров'я та соціальна допомога — 31,1 %, виробництво — 11,2 %, мистецтво, розваги та відпочинок — 10,4 %, роздрібна торгівля — 9,7 %.